# إليزابيث رافالد
كانت إليزابيث رافالد (الاسم عند الولادة ويتيكر 1733 – 19 أبريل 1781) كاتبة ومقاولة ومبتكرة إنجليزية.
مع ولادتها وترعرعها في دونكاستر، يوركشير، عملت رافالد في العمل المنزلي لمدة 15 سنة، وانتهى بها الأمر مدبرة لمنازل بارونات ووربورتون في آرلي هول، تشيشير. تركت رافالد عملها حين تزوجت جون، البستاني الكبير في الملكية. انتقل الثنائي إلى مانشستر، لانكشير، حيث فتحت رافالد مكتب تسجيل لتقديم العمال المنزليين لموظِفيهم، وأدارت أيضًا مدرسة طبخ وباعت الطعام من المبنى. في عام 1769، نشرت رافالد كتابها في الطبخ مدبرة المنزل البريطانية الخبيرة، الذي كان يحتوي على أول وصفة ل «كعكة العروس» التي يمكن اعتبارها كعكة زفاف حديثة. ومن المحتمل أنها كانت أيضًا مبتكرة كعكة إيكلس.
في شهر أغسطس من عام 1772 نشرت رافالد كتاب الدليل المانشستري، وهو تصنيف ل 1505 من التجار والقادة المدنيين في مانشستر، والذي كان أول تصنيف من نوعه للبلدة التي كان يتوقع لها التقدم. مضت أسرة رافالد لتدير اسطبلين هامين في مانشستر وسالفورد قبل أن تدخل في مشكلات مالية من المحتمل أن السبب وراءها كان إغراق جون في الشرب. بدأت رافالد عملًا في بيع الفراولة والمشروبات الساخنة خلال موسم الفراولة. وتوفيت بصورة مفاجئة في عام 1781، بعد أن كانت قد نشرت للتو الطبعة الثالثة من دليلها وفي الفترة ذاتها التي كانت ما تزال الطبعة الثامنة من كتابها في الطبخ قيد الإنجاز.
بعد وفاتها كان هناك 15 نسخة رسمية من كتابها في الطبخ، و23 نسخة مقرصنة. سرق مؤلفون آخرون وصفاتها مرات عدة، ولا سيما إيزابيلا بيتون في كتابها كتاب السيدة بيتون حول تدبير المنزل (1861) الذي كان رائجًا بشدة. نالت وصفات رافالد الإعجاب من قبل العديد من الطباخين العصريين والكتاب المتخصصين بالطعام، من بينهم إليزابيث ديفيد وجين غريغسون.

## سيرة حياتها

### نشأتها
منحت رافالد اسم إليزابيث ويتيكر عند ولادتها في دونكاستر، وكانت واحدة من خمس بنات لجوشوا وإليزابيث ويتيكر. وعُمدت في 8 يوليو من عام 1733. تلقت رافالد تعليمًا جيدًا شمل تعلم اللغة الفرنسية. في سن ال 15، بدأت رافالد العمل في الأعمال المنزلية كخادمة مطبخ وترقت إلى مرتبة مدبرة منزل. وكان عملها الأخير كخادمة منزلية في آرلي هول، تشيشير، شمالي غرب إنجلترا، حيث عملت مدبرة منزل لدى السيدة إليزابيث ووربورتون من أسرة بارونات ووربورتون. حين بدأت في العمل في شهر ديسمبر من عام 1760، تقاضت رافالد 16 باوند سنويًا. وأمضت في عملها كمدبرة منزل ما بلغ مجموعه 15 سنة.
بعد عدة سنوات من العمل لدى أسرة بارونات ووربورتون، تزوجت إليزابيث جون رافالد، رئيس البستانيين في آرلي هول.
عقد الحفل في 3 من شهر مارس من عام 1763 في كنيسة القديسة مريم وسائر القديسين، غريت بودورث (تشيشير)، في 23 أبريل تخلى الثنائي عن العمل لدى أسرة بارونات ووربورتون وانتقلا إلى شارع فنل، مانشستر، حيث رعت أسرة جون بساتين سوق على مقربة من نهر أرويل. من المحتمل أن الثنائي أنجب 7 بنات على مدى السنوات التالية. امتلكت كل من البنات ممرضتها الخاصة، وكن يرتدين عند خروجهن ملابس بيضاء نظيفة بمرافقة الممرضات، وذهبت ثلاث فتيات على الأقل إلى المدارس الداخلية.

### المسيرة المهنية
افتتح جون متجرًا للأزهار بالقرب من شارع فنل، وبدأت رافالد مسيرة ريادة أعمال في المبنى. واستأجرت غرفًا فارغة لاستخدامها في التخزين، وبدأت بسجل مدني لتجمع، مقابل مبلغ مادي، الطاقم المحلي مع الموظِفين، وأعلنت أنها كانت «سعيدة بأن تضيف إلى عملها الضيافة الباردة وأطباق فرنسية حارة وحلويات وما إلى ذلك». وعلى مدار السنوات القليلة التالية، شهد عملها توسعًا وأضافت حصص فن الطبخ إلى الخدمات التي كانت تقدمها. في شهر أغسطس من عام 1766 انتقل الثنائي إلى ما كان على الأرجح مبنى أضخم في إكستشينج آلي في السوق التجارية. باع جون في هذا المكان بذورًا ونباتات، في حين قدمت رافالد، بحسب إعلاناتها في الصحافة المحلية، «حلوى الجيلي والكريمة والحليب المخثر وحلوى الفلامري وكعكة جبنة الليمون وكافة أنواع الزينة الأخرى والضيافة الباردة، وأيضًا لحم الخنزير المدخن من يوركشير والألسنة وسلمون نيوكاسل وسمك الحفش والمخلل والكتشب من كافة الأنواع ومخلل الليمون»، وقدمت أيضًا طعام جلسات عشاء ونظمتها. في السنة التالية، كانت رافالد تبيع إلى جانب الحلويات: 
مكسرات الفستق والزيتون الفرنسي والبرقوق الفرنسي والبرتغالي والبرونيلو [البرقوق المجفف] والليمون المالح والأناناس المجفف وكافة أنواع الفاكهة المجففة الرطبة والجافة، الأجنبية والإنجليزية. وأيضًا التين التركي وأنواع أخرى من الزبيب ولوز فالنسيا ولوز الأردن وفطر الكمأ والغوشنة وكافة أنواع البهارات.
في عام 1769 نشرت رافالد كتابها في فن الطبخ، مدبرة المنزل الإنجليزية الخبيرة، الذي أهدته للسيدة ووربورتون. كما كانت عادة الناشرين في تلك الفترة، حصلت رافالد على مشتركين، أولئك الذين كانوا قد دفعوا مسبقًا مقابل الحصول على نسخة. نالت الطبعة الأولى دعم ما يزيد عن 800 مشترك جمعوا مبلغًا يزيد عن 800 باوند. دفع المشتركون 5 شيلينغ عند نشر الكتاب، في حين دفع غير المشتركين 6 شيلينغ. كان الكتاب قد «طبع من قبل جار أستطيع الاعتماد عليه بأن يطبعه بشكل نزيه، دون أدنى تغيير». كان هذا الجار جوزيف هاروب، الذي كان ناشر صحيفة مانشستر ميركوري التي كانت صحيفة أسبوعية كانت رافالد قد نشرت فيها إعلانات بصورة مكثفة. وصفت رافالد الكتاب بأنه «مشروع مجهد» أضر بصحتها نظرًا إلى أنها كانت «مجتهدة بشدة وصبت كل تركيزها» عليه. في محاولة لتفادي قرصنة عملها، وقعت رافالد على الصفحة الأمامية من كل نسخة من الطبعة الأولى.
في مقدمة كتاب المنزل الإنجليزية الخبيرة، تقول رافالد «بوسعي أن أؤكد لأصدقائي بصدق أن ... [الوصفات] مكتوبة من تجربتي الشخصية وليست مستعارة من أي مؤلف آخر». شأنها شأن سلفها هانا غلاس، التي ألفت كتاب فن الطبخ بسهولة ووضوح في عام 1747، لم تستخدم رافالد «أسماء صعبة أو كلمات بأسلوب رفيع، بل كتبت بلغتها الواضحة [الخاصة بها]». تلاحظ المؤرخة كيت كولكوهون أن غلاس ورافالد «كانتا تكتبان بسلاسة كبيرة»، وكانتا الكاتبتين الأكثر رواجًا في فن الطبخ في العصر الجورجي.
في عام 1771، أصدرت رافالد الطبعة الثانية من كتاب مدبرة المنزل الإنجليزية الخبيرة، التي تضمنت مئة وصفة إضافية. كان الناشر روبيرت بولدوين من شارع باترنوستر 47، لندن، قد دفع لرافالد 1,400 باوند مقابل حقوق التأليف والنشر للكتاب. وحين طُلب من رافالد تغيير بعض المصطلحات المانشسترية العامية، رفضت، وذكرت أن «ما كتبته كنت قد اقترحت أن أكتبه في تلك الفترة، وقد كتبته بشكل مقصود، ولن أقبل بأي تعديل». خلال حياتها ظهرت طبعات إضافية من الكتاب، في أعوام 1772 (طبعت في دبلن) و1773 و1775 و1776 (طبعت جميعها في لندن).
في شهر مايو من عام 1771، أعلنت رافالد أنها قد بدأت ببيع مستحضرات التجميل في متجرها، وعن توافر مياه خزامى مقطرة وكرات الغسيل والصابون الفرنسي ومسحوق بودرة ومعجون الأسنان ومرهم منع تشقق الشفاه والعطور. 